# Gens Aelia

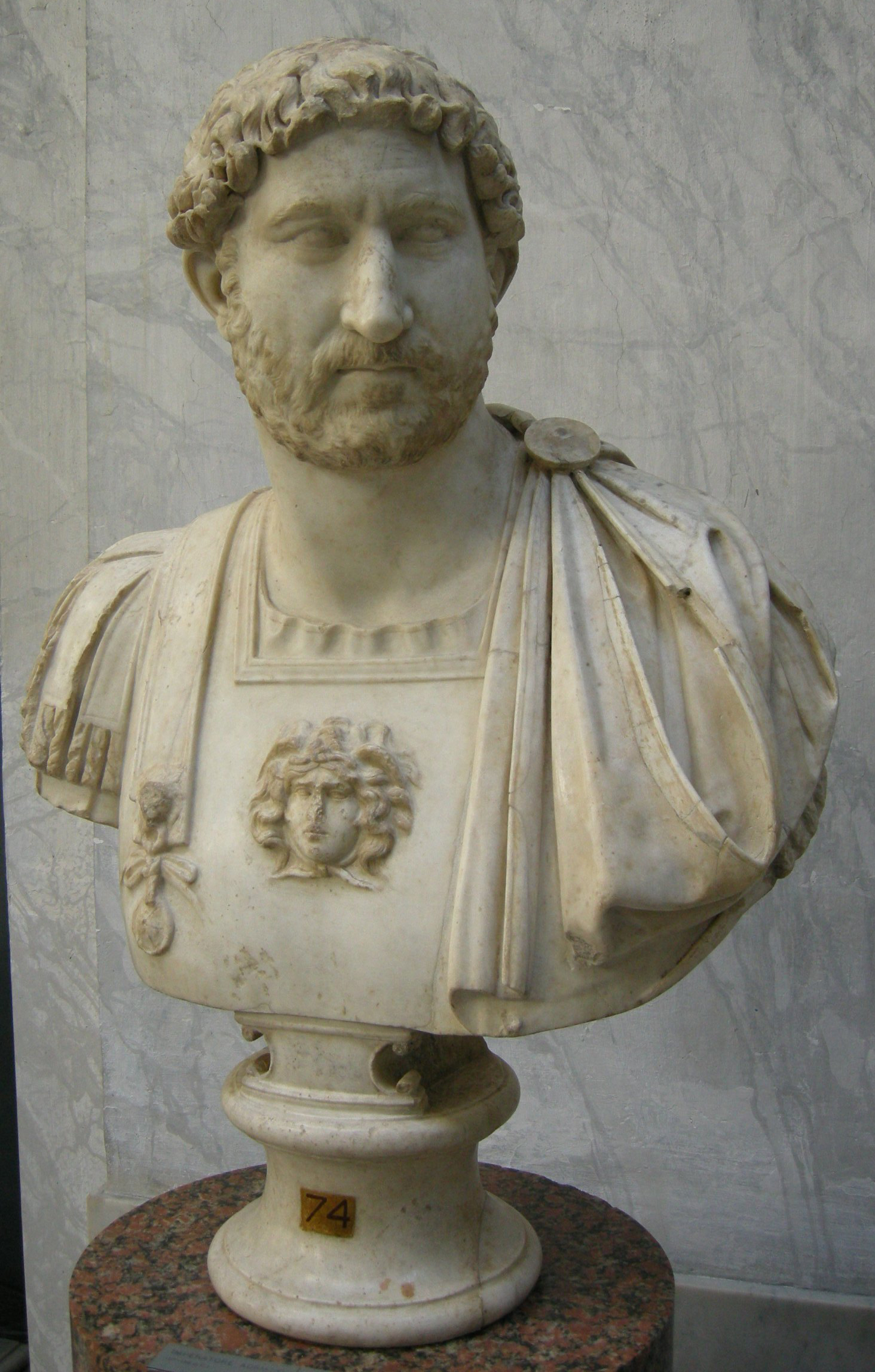
L'imperatore Adriano (76-138).

La gens Aelia, nota anche sulle monete come Ailia, fu una gens plebea romana attestata dal V secolo a.C. al III secolo d.C.. A questa famiglia apparteneva l'imperatore Adriano. Il Vallo di Adriano, in latino Vallum Aelium, prende il nome proprio da questa gens.  
Sulle monete di Aelia del 224 a.C., la lettera 'H' potrebbe significare Hatria o Herdonia.

## Itria nominausati dalla gens
Gli Aelii usarono regolarmente i praenomina «Publius», «Sextus», «Quintus» e «Lucius», ma vi è anche un «Gaius» tra i primi membri della gens. I cognomina utilizzati dalla gens Aelia furono «Catus», «Gallus», «Gracilis», «Lamia», «Ligus», «Paetus», «Staienus», «Stilo» e «Tubero». I cognomina presenti solo sulle monete sono «Bala», «Lamia», «Paetus», e «Seianus»; quest'ultimo è il cognomen di Lucio Elio Seiano, Prefetto del Pretorio sotto Tiberio imperatore, che fu adottato da uno degli Aelii.

## Membri illustri della gens
- Publio Elio Peto (Publius Aelius Paetus): fu console nel 337 a.C.;
- Gaio Elio Peto (Gaius Aelius Paetus): fu console nel 286 a.C.;
- Publio Elio Q.f. Peto (Publius Aelius Paetus): fu console nel 201 a.C.;
- Sesto Elio Q.f. Peto Catone (Sestus Aelius Paetus Cato): fu un politico del II secolo a.C.;
- Publio Elio Ligure (Publius Aelius Ligus): fu console nel 172 a.C.;
- Quinto Elio Peto (Quintus Aelius Paetus): fu console nel 167 a.C.;
- Quinto Elio Tuberone (Quintus Aelius Tubero): fu console nell'11 a.C.;
- Lucio Elio Stilone (Lucius Aelius Stilo): fu filologo;

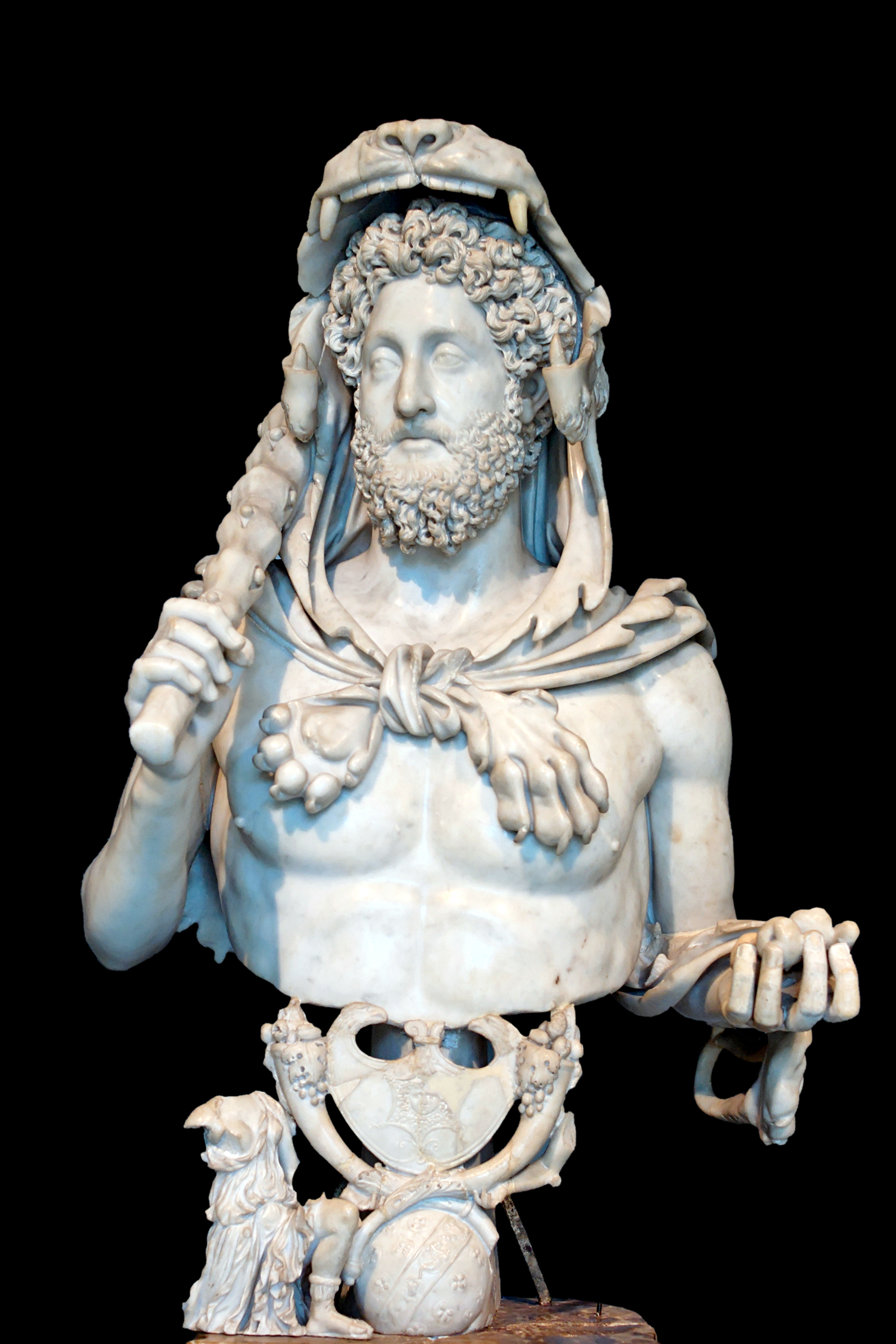
L'imperatore Commodo (161-192).

- Lucio Elio Lamia (Lucius Aelius Lamia): fu console nel 3;
- Sesto Elio Catone (Sextus Aelius Cato): fu console nel 4;
- Elio Catone (Aelius Cato): fu un comandante, forse identificabile con Sesto Elio Catone;
- Lucio Elio Seiano (Lucius Aelius Seianus): fu prefetto del pretorio sotto l'imperatore Tiberio;
- Elia Petina (Aelia Paetina): fu moglie dell'imperatore Claudio;
- Adriano (Publius Aelius Traianus Hadrianus), imperatore;
- Publio Elio Crescenzio (Publius Aelius Crescentius);
- Tito Elio Crescenzio (Titus Aelius Crescentius);
- Lucio Elio Cesare (Lucius Aelius Caesar): fu erede di Adriano e console nel 137;
- Lucio Elio Aurelio Commodo (Lucius Aelius Aurelius Commodus): fu imperatore;
- Lucio Elio Vero (Lucius Aelius Verus): fu co-imperatore di Marco Aurelio;
- Elio Aristide (Aelius Aristides): fu un retore;
- Elio Dionisio (Aelius Dionysus): fu uno studioso e letterato;
- Elio Donato (Aelius Donatus): fu un grammatico;
- Elio Spartiano (Aelius Spartianus): fu uno storico;
- Elio Teone (Aelius Theon): fu un retore;
- Elia Galla Placidia (Aelia Galla Placidia): fu imperatrice.